# إليوشن إي أل-86
الطائرة إليوشن إل-86 (لقب تعريف الناتو: كامبر Camber) هي طائرة ركاب نفاثة متوسطة المدى عريضة البدن. كانت الإليوشن إل-86 أول طائرة سوفيتيه عريضة البدن. صممت واختبرت الطائرة بواسطة إليوشن في سنوات الـ 1970. واعتمدت من صناعة الطائرات السوفيتية وقام الاتحاد السوفيتى بمرحلة التصنيع والتسويق.
الطائرة إل-86 هي طائرة الركاب النفاثة قبل الأخيرة التي تنتج في فترة الاتحاد السوفيتي (سبقت طائرة إليوشن إل-96)، طورت خلال فترة الرئيس ليونيد بريجنيف، والتي ربطت في كافة مجالات الصناعة بأنها فترة ركود. زودت الطائرة بمحركات تقليدية من فترة الـ1960. وأمضت عشر سنوات في مجال التطوير، وفشلت في دخول الخدمة مع ألعاب أولمبية صيفية 1980 كما كان مخططًا مسبقًا. أنتج 106 طائرة من إل-86 فقط. استخدمت الطائرة خطوط طيران إيروفلوت، وبعدها شركات طيران متعددة في دول ما بعد تفكك الاتحاد السوفيتى. صدر منها 3 طائرات فقط. وعرفت الطائرة أثناء خدمتها بأنها طائرة آمنة وجديرة بالثقة.
في 28 مايو 2011، لم تعد أي طائرة إل-86 في الخدمة المدنية. ومع بداية عام 2011، فقط 6 طائرات ما زالت في الخدمة لدى القوات الجوية الروسية.